# Barrett Strong
Pour les articles homonymes, voir Strong.
Barrett Strong, né le 5 février 1941 à West Point (Mississippi) et mort le 28 janvier 2023 à Détroit (Michigan), est un chanteur et auteur américain. Premier chanteur à avoir eu un hit avec Motown, il est surtout connu pour sa collaboration avec Norman Whitfield dans la création de chansons pour les artistes de la Motown.

## Carrière

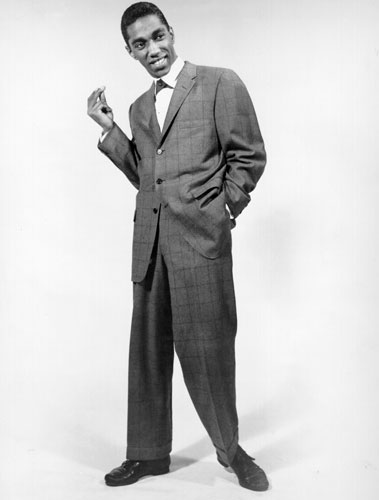

Son premier hit est Money (That's What I Want), deuxième du classement rhythm and blues en 1960, suivi de Misery en 1961.
En association avec Norman Whitfield, il a écrit de nombreux titres à succès, parmi eux : I Heard It Through the Grapevine par Marvin Gaye et Gladys Knight & the Pips, War par Edwin Starr, Smiling Faces Sometimes par The Undisputed Truth, Cloud Nine, Ball of Confusion (That's What the World Is Today) et Papa Was a Rollin' Stone interprétés par The Temptations.
Il fait partie du Songwriters Hall of Fame depuis 2004.
Il vivait modestement dans une maison de retraite alors que la compagnie de disques Motown l'a spolié de ses droits d'auteur.